# Eupithecia huachuca
Eupithecia huachuca là một loài bướm đêm trong họ Geometridae.